# Казимир Людвик Євлашевський
Казимир Людвик Євлашевський (пол. Kazimierz Ludwik Jewłaszewski, пом. 1664) — польський шляхтич, державний діяч, дипломат, урядник Речі Посполитої.

## Біографія
Походив із польського шляхетського роду Євлашевських гербу Топор. Замолоду опинився в почті короля Владислава IV, потім його брата короля Яна II Казимира, який призначав його власним секретарем і королівським дворянином.
У 1642 році призначений віленським підвоєводою, посідав уряд до 1647 року. 1649 року став вількомирським старостою в латах. На цій посаді перебував до 1652 року. Був одним з посланців до українського гетьмана Богдана Хмельницького. 
У 1656 році став смоленським каштеляном. 1657 року разом зі Станіславом Казімежем Беневським був послом до Б. Хмельницького, якого умовляв відійти від союзу з Московським царством, проте марно.
У 1658 році брав участь у посольстві до гетьмана Івана Виговського. Разом зі Станіславом К. Беневським представляв польську сторону на перемовинах щодо укладання Гадяцького договору. Домігся невключення до складу Великого князівства руського (відповідно до умов договору) Пінського і Стародубського повітів.
У 1659 році призначений берестейським воєводою. Того ж року був депутатом від Сенату в Податному трибуналі Великого князівства Литовського. 1660 року разом із польськими та литовськими військами невдало протидіяв московському воєводі Іванові Хованському, який сплюндрував воєводство й захопив Берестя. 
Помер 1664 року берестейським воєводою.